# CyberConnect2
CyberConnect2 (サイバーコネクトツー, Saibā Konekuto Tsū) est un studio de développement de jeux vidéo principalement connu pour avoir travaillé sur la série des .hack, en même temps que les jeux de combats basés sur la franchise Naruto. La compagnie compte actuellement 2 studios de développement.

## Historique
En décembre 2015, Square Enix annonce que le studio CyberConnect2 est également chargé du développement de Final Fantasy VII Remake, remake de Final Fantasy VII, qui sortira sur PlayStation 4 à une date encore inconnue. Mais en mai 2017, après un développement chaotique, l'éditeur et développeur japonais décide de reprendre le projet en interne.
Le studio de Montreal, ouvert depuis 2017 et qui comptait 28 employés, annonce sa fermeture en juillet 2023. 

## Jeux développés

### .hack//
- .hack//Infection (PlayStation 2)
- .hack//Mutation (PlayStation 2)
- .hack//Outbreak (PlayStation 2)
- .hack//Quarantine (PlayStation 2)
- .hack//frägment (PlayStation 2)
- .hack//G.U. vol. 1//Rebirth (PlayStation 2)
- .hack//G.U. vol. 2//Reminisce (PlayStation 2)
- .hack//G.U. vol. 3//Redemption (PlayStation 2)
- .hack//Link (PlayStation Portable)
- .hack//Versus (PlayStation 3)
- Guilty Dragon ギルティドラゴン-罪竜と八つの呪い (iOS, Android)[4]

### Little Tail Bronx
- Tail Concerto (PlayStation)
- Solatorobo: Red the Hunter (Nintendo DS)
- Mamoru-kun
- Strelka Stories (annulé)
- Little Tail Story リトルテイルストーリー (iOS, Android)
- Fuga: Melodies of Steel (PlayStation 4, Xbox One, Nintendo Switch, Microsoft Windows)
- Fuga: Melodies of Steel 2 (PlayStation 4, Xbox One, Nintendo Switch, Microsoft Windows)

### JoJo's Bizarre Adventure
- JoJo's Bizarre Adventure: All Star Battle (PlayStation 3)
- JoJo's Bizarre Adventure: Eyes of Heaven (PlayStation 4, PlayStation 3)

### Naruto: Ultimate Ninja
- Naruto: Ultimate Ninja (PlayStation 2)
- Naruto: Ultimate Ninja 2 (PlayStation 2)
- Naruto: Ultimate Ninja Heroes (PlayStation Portable)
- Naruto: Ultimate Ninja Heroes 2: The Phantom Fortress (PlayStation Portable)
- Naruto: Ultimate Ninja 3 (PlayStation 2)
- Naruto Shippūden: Ultimate Ninja 4 (PlayStation 2)
- Naruto Shippūden: Ultimate Ninja 5 (PlayStation 2)
- Naruto Shippūden: Ultimate Ninja Heroes 3 (PlayStation Portable)
- Naruto: Ultimate Ninja Storm (PlayStation 3 , Microsoft Windows, Nintendo Switch)
- Naruto Shippūden: Ultimate Ninja Storm 2 (PlayStation 3, Xbox 360, Microsoft Windows, Nintendo Switch)
- Naruto Shippūden: Ultimate Ninja Impact (PlayStation Portable)
- Naruto Shippūden: Ultimate Ninja Storm Generations (PlayStation 3, Xbox 360)
- Naruto Shippūden: Ultimate Ninja Storm 3 (PlayStation 3, Xbox 360, Nintendo Switch)
- Naruto Shippūden: Ultimate Ninja Storm 3 Full Burst (PlayStation 3, Xbox 360, Microsoft Windows)
- Naruto Shippūden: Ultimate Ninja Storm Revolution (PlayStation 3, Xbox 360, Microsoft Windows)
- Naruto Shippūden: Ultimate Ninja Storm 4 (PlayStation 4, Xbox One, Microsoft Windows, Nintendo Switch)

### Autres
- Silent Bomber (PlayStation)
- Asura's Wrath (PlayStation 3, Xbox 360)
- Shadow Escaper (iOS, Android)
- Shinigami Messiah (iOS, Android)
- Final Fantasy VII G-Bike (iOS, Android)
- Dragon Ball Z Kakarot (PlayStation 4, Xbox One, Steam, Nintendo Switch)
- Demon Slayer: The Hinokami Chronicles (PlayStation 4, PlayStation 5, Xbox One, Xbox Series, Steam, Nintendo Switch)

### Projets annulés
- Final Fantasy VII Remake (PlayStation 4) (développement entièrement repris par Square Enix en mai 2017)